# Педро де Суньига
Педро де Суньига (Эстунига) (исп. Pedro de Zúñiga; около 1383, Вальядолид — 1453, Вальядолид) — крупный кастильский военный и государственный деятель из дома де Суньига, сын Диего Лопеса де Суньиги, сеньора Фриаса и Бехара, судебного пристава и верховного судьи короля, и Хуаны Гарсиа де Лейва.
Он был 1-м графом Ледесма и 1-м графом Пласенсия (с 1442), сеньором Бехара, Миранда-дель-Кастаньяр, Касереса, Трухильо, Курьеля, Канделеды, Ольверы, Пуэбло-де-Сантьяго и других городов. А также он был главным судьей короля, генерал-капитаном границы Наварры и Эсихи, главным алькальдом Севильи и королевства Мерсия и алькайдом замка Бургос.

## Происхождение
Родился около 1383 года в Вальядолиде. Сын Диего Лопеса де Суньиги (ок. 1350—1417) и Хуаны Гарсии де Лейва. Его отец был одним из соправителей Кастильского королевства, членом совета регентов, главным судьей и главным судебным приставом Кастилии, сеньором Бехара, Монтеррея, Байдеса, Баньяреса, Суньиги, Мендавии и других городов, а его мать была дочерью Санчо Мартинес де Лейва, вассала короля Кастилии. Педро женился в 1407 году на Изабель Эльвире де Гусман-и-Айяла, 3-й сеньоре де Хибралеон, дочери Альвара Переса де Гусмана, 2-го сеньора Хибралеона, и его жены Эльвиры де Айяла. Брачные соглашения были заключены его отцом Диего Лопесом де Эстуньига, 1-м сеньором Бехара, и Эльвирой де Айяла, вдовой Альвара Переса де Гусмана, 2-го сеньора Хибралеона, родителей Изабель 26 июня 1395 года. 11 июля 1402 года папа римский Бенедикт XIII дал своё разрешение на этот брака несмотря кровное родство будущих супругов. Изабель де Гусман-и-Айяла по акту от 9 августа 1407 года пожертвовала город Ольвера (провинция Кадис) в качестве приданого своему мужу Педро. У них было несколько детей в браке:
- Альваро де Суньига-и-Гусман (ок. 1410—1488), 2-й граф Пласенсия, 1-й герцог Пласенсия, 1-й герцог Бехар, 1-й граф Баньярес
- Диего Лопес де Суньига, граф Миранда дель Кастаньяр (ок. 1415—1479)
- Эльвира де Суньига-и-Гусман, жена Хуана Алонсо Пиментеля, графа Майорга, и вдова замужем за Педро Альваресом Осорио , 1-м графом Трастамара, 3-м графом Вильялобоса
- Хуана де Суньига-и-Гусман, монахиня
- Изабель де Суньига-и-Гусман, монахиня.

## На службе у королей Кастилии и Леона

### Регентство инфанте Фернандо во время несовершеннолетия короля
Педро было семь лет, когда он должен был служить залогом для выполнения соглашений, достигнутых в кортесах Бургоса в 1392 году. Педро, главный алькальд Севильи с 1407 года, который по браку является сеньором Хибралеона и, как владелец этой сеньории, принимает участие со своим войском из Эстремадуры и Севильи вместе с армией регента Кастилии, инфанта Фернандо, в кампании на Сетениль-де-лас-Бодегас и участвовал в осаде этой крепости с октября по ноябрь 1407 года. В 1407 году он завоевывает Каньете-ла-Реаль и Аямонте (провинция Уэльва), и замок Аямонте, расположенный на окраине города. Король Хуан II Кастильский подарил ему этот замок в награду. Педро в сопровождении своего брата Иньиго вместе со своим войском наблюдает за вырубкой садов и виноградников в землях Ронды и Веги-де-Гранада. Он участвует в завоевании и захвате Антекеры, предпринятом инфантом Фернандо 16 сентября 1410 года, именуемый с тех пор Фернандо «Антекера». Его отец отправляет его в середине 1416 года в Севилью, чтобы он принял управление городом.

### Правление Хуана II
Правление Хуана II Кастильского началось 6 марта 1419 года, когда ему было 14 лет. Инфант Энрике де Арагон (1400—1445), сын короля Фернандо I Арагонского, со своим войском захватил королевский дворец Тордесильяс и 14 июля 1420 года пленил короля Хуана II, своего двоюродного брата. Этот государственный переворот положил начало гражданским войнам во время правления Хуана II. После переворота в Тордесильясе они покидают Ольмедо, а Педро де Эстуньига и Санчо де Рохас, архиепископ Толедо, оба сторонники короля Хуана II, вынуждены искать безопасное убежище. Вдохновленный письмами короля Хуана II, написанными в Монтальбане, Педро де Суньига собрал свои силы в ноябре 1420 года, как и инфант Хуан де Арагон, Санчо де Рохас и другие сторонники. Альваро де Луна, занявший видное место в правительстве короля Хуана II, предложил себя в качестве посредника в разногласиях королевского дома. Чего он и добивается на параде в Эспинаре 13 сентября 1421 года. Альваро де Луна продолжает стратегическую политику правления в качестве фаворита короля Хуана II и укрепления его личной власти. Инфант Энрике попал в плен 14 июня 1422 года.
11 апреля 1420 года король Хуан II подтвердил за Педро де Эстуньигой должность главного алькальда Севильи. 5 июля 1420 года Хуан II подтвердил обмен, совершенный его отцом, королем Энрике III, с Диего Лопесом де Эстунигой, 1-м сеньором Бехара, обменявшего город Бехар на город Фриас. 29 июня 1420 года Хуан II подтвердил за Педро де Суньигой должности главного судебного пристава и главного судьи Кастилии, которые его отец, король Энрике III, 15 ноября 1401 года передал Диего Лопесу де Эстуньиге, отцу Педро.
После взятия крепости Ходар, произошедшего 14 августа 1422 года, правительство Кастилии состояло из девяти членов. Один из них — Педро де Суньига (Эстуньига). Члены правительства Кастилии подписали тюремный приговор инфанте Энрике де Арагону и разделили его обширные владения. Педро получил под свой контроль сеньорию Канделеда 6 сентября 1423 года, поместья, принадлежавшие Руи Лопесу Давалосу, коннетаблю из Кастилии, расположенные в Пуэбла-де-Алькосер, а также конфискованные имущество у Гарси Манрике. Альваро де Луна, уже фаворит короля Хуана II, был назначен констеблем Кастилии 10 декабря 1423 года. Король Арагона Альфонсо V, двоюродный брат короля Кастилии Хуана II, угрожает войти в Кастилию, если инфант Энрике де Арагон не будет освобожден. Педро де Эстуньига и другие бывшие друзья короля Кастилии Энрике III подозрели истинные намерения короля Альфонсо V Арагонского и препятствуют переговорам. По договору в Торре-де-Арсиэль 3 сентября 1425 года инфант Энрике де Арагон был освобожден, ему были возвращены его сеньории. Король Хуан II письмом от 23 ноября 1425 года прощает Педро, его друзей и родственников за освобождение инфанта Энрике де Арагона из тюрьмы.
Педро и дом Суньига встал на сторону инфанта Хуана де Арагон, брата инфанта Энрике, который после смерти короля Карлоса III Наваррского 7 сентября 1425 года был провозглашен королем Наварры. Инфанты Арагона Хуан, Энрике и Педро вошли в Дворянскую лигу, состоящую из родов Суньига, Веласко, Манрикес и Мендоса, чтобы доминировать в королевском совете и устранить Альваро де Луну как фаворита короля Хуана II. Кастилия. Приговор об изгнании Альваро де Луны был вынесен 4 сентября 1425 года. Педро де Суньига казнил по приказу короля Хуана II регидоров Велеса и Тамайо, возглавлявших оппозицию. Альваро де Луна восстанавливает власть при королевском дворе из-за разобщенности своих соперников 30 января 1428 года. В январе 1430 года король Кастилии Хуан II предложил Альваро де Луне управление Орденом Сантьяго. Правление фаворита Альваро де Луны продолжалось до 1437 года.
Изгнание короля Хуана де Наварры из Кастилии было расценено его братом королем Альфонсо V Арагонским как преступление. В августе 1429 года войска короля Кастилии Хуана II, констебля Альваро де Луна, Педро де Эстуниги, главного судьи Кастилии и других кастильских вельмож вторглись в Арагонское королевство. Король Хуан II взял в плен арагонскую королевскую семью в городе Ариса, где после боя был завоеван замок. Битвы с арагонцами не было, поэтому через несколько дней король Хуан II приказал отступить, оставив границу под защитой. Кастильская армия вернулась 31 августа 1429 года в Пеньяфьель, чтобы обезопасить крепость. Короли Кастилии и Арагона подписали 5-летнее перемирие в вилле Мохано 15 июля 1430 года.
Королевский совет на своем заседании 17 февраля 1430 года отдает поместья и имущество олигархии, которая отныне будет стремиться к большей власти. Педро де Суньига получил по королевской привилегии 8 декабря 1429 года от Хуана II город Ледесма с титулом 1-го графа Ледесмы, а также город Канделеда. Король Кастилии Хуан II указом от 20 марта 1430 года приказывает совету Ледесмы признать над собой верховную власть Педро де Эстуньиге, 2-го сеньора Бехара. Инфант Энрике де Арагон актом от 6 ноября 1439 года отказывается в пользу Педро де Эстуньиги, графа Ледесмы, от прав, которые он мог иметь на город Ледесма.
Свадьба коннетабля Альваро де Луна, со второй женой Хуаной Пиментель, дочерью графа Бенавенте, состоявшаяся в Паленсии 27 января 1431 года, послужила предлогом для утверждения примирения коннетабля с дворянской олигархией, состоящая из представителей родов де Луна, Манрике, Энрикес, Пиментель, Суньига, Веласко, Мендоса, Каррильо, Толедо и Гусман.

#### Гранадская война с 1430 по 1439 год
Валидо и фактический правитель королевства Альваро де Луна решил возобновить борьбу с Гранадским эмиратом, чтобы наказать эмира Мухаммеда IX аль-Галиба. Война началась осенью 1430 года стычками на границе с маврами. В январе 1431 года кортесы Паленсии предоставили королю необходимую субсидию для войны. 26 июня 1431 года войска короля и вельможей Кастилии под командованием короля Хуана II перешли границу и расположилась лагерем на плодородной равнине Гранады, у подножия Сьерра-Дельвира, в деревне Атарфе. Педро де Суньига принимает участие со своим войском и в сопровождении своих братьев Диего, Иньиго Ортиса и Гонсало, епископа Хаэна, и сыновей Гонсало в объединённой армии короля Хуана II. В воскресенье, 1 июля 1431 года, Луис де Гусман, магистр Ордена Калатрава, был застигнут врасплох маврами. Король Хуан II послал ему на помощь отряды Педро, графа Ледесмы, Энрике де Гусмана, графа Ньеблы, и Гарсии Фернандеса Манрике, графа Кастаньеды. Кастильская армия после кровопролитного боя разгрома мавританскую армию эмира Мухаммеда IX. В батальной комнате во дворце Эскориал можно полюбоваться картиной, увековечивающей эту битву, которая называется Битва при Игеруэле.

#### Оппозиция Дворянской лиге
Педро де Суньига участвовал в свадьбе принца Астурийского, будущего короля Кастилии Энрике IV, с инфантой Бланкой Наваррской, дочерью короля Хуана II Арагонского и Наваррского, состоявшейся 12 марта 1437 года в Альфаро. Супругам было по 12 лет. В начале 1437 года олигархическое трио, состоящее из Педро Манрике де Лара, главного аделантадо Леона, Фадрике Энрикеса, адмирала Кастилии, и Педро де Эстуньиги, графа Ледесмы, глав важных и богатых родов, выступило против всевластия Альваро де Луны, коннетабля Кастилии и фаворита короля Хуана II. В феврале 1437 года Альваро де Луна заключил в тюрьму аделантадо Педро Манрике, который с 1430 года занимал второе место в королевском совете. Педро Манрике был схвачен 13 августа 1437 года. С помощью Альваро, старшего сына Педро де Эстуньиги, Педро Манрике удалось бежать в ночь с 20 на 21 августа 1438 года. Трио заговорщиков готовит восстание против Альваро де Луны. Педро де Суньига, которому помогали многие севильцы, участвовал в стычках в начале 1438 года с маврами на границе Эсихи. В конце 1438 года Педро покинул границу и со своими воинами прибыл в Риосеко, провинция Бургос, без боя перейдя Эстремадуру. Его брат Иньиго Ортис де Эстуньига, маршал Кастилии, взял Вальядолид во второй половине марта 1439 года. По соглашению в Ренедо в мае 1439 года принц Астурийский Энрике решил восстановить Дворянскую лигу. Они встретились в Тордесильясе в июне 1439 года с королем Кастилии Хуаном II, инфантами Арагона, Энрике и Педро, Альваро де Луна, констеблем Кастилии, Педро де Эстунигой, графом Ледесмой, и другими членами Дворянской лиги. Посредником был назначен Педро Фернандес де Веласко, граф Аро, который позже написал хронику «Эль Сегуро де Тордесильяс».
Главы олигархических кланов Кастилии, члены Дворянской лиги Фадрике Энрикес, адмирал Кастилии, Педро Фернандес де Веласко, граф Аро, Педро де Суньига, граф Ледесма, Родриго Алонсо Пиментель, граф Бенавенте, Педро Манрике, продвигаются Мэр Леона Иньиго Лопес де Мендоса и Энрике, инфанте Арагонский, магистр Сантьяго, 30 января 1440 года заключают пакт с Марией, королевой Кастилии, и Хуаном, королем Наварры, по которому они обещают и связывают себя служением Король Кастилии Хуан II должен быть добрым и верным другом друг другу. При капитуляции короля перед Лигой 22 марта 1440 года король обязан отныне любить и хранить три столпа государства (дворянство, церковь и фуэрос). Кортесы опубликовали в сентябре 1440 года обширную программу, в которой признается и переопределяется работа органов монархии, которыми являются королевский совет, суды и кортесы.
Педро участвовал в свадьбе принца Астурийского Энрике, будущего Энрике IV Кастильского, с инфантой Бланкой де Наварра, дочерью короля Хуана II Арагонского и Наваррского, которая была с большой пышностью отпразднована в Вальядолиде 15 сентября 1440 года. Король Хуан II по грамоте, предоставленной 22 октября 1440 года, передал Педро де Эстуньиге город Трухильо в качестве компенсации за город Ледесма и королевским указом от 4 ноября 1440 года подтверждает передачу Педро де Эстуньиге города Трухильо с титулом графа и виллами Каньямеро и Берсокана в обмен на графство Ледесма, которое было возвращено инфанту Энрике де Арагону в 1440 году.

#### Гражданская война с 1441 по 1443 год
Члены Дворянской лиги, состоящей из адмирала Фадрике Энрикеса, графа Бенавенте, Хуана Алонсо Пиментеля и графа Ледесмы, Педро де Эстуньига, подписали 21 января 1441 года манифест в городе Аревало против контрнаступления Альваро де Луны и отправил письмо, бросив вызов Альваро де Луне. Король Хуан II приказал в тот же день городам начать войну с мятежной знатью. В апреле 1441 года Педро де Суньига, граф Ледесма, и его родственники понесли потери в Эстремадуре, вызванные магистром Алькантары Гутьерре де Сотомайором. В этой гражданской войне королевские силы во главе с королем Хуаном II и его фаворитом Альваро де Луна вели стычки с силами знати между 2-8 июня 1441 года. В Медине сторонники знати способствуют вступлению армии король Наварры в ночь с 28 на 29 июня 1441 года. Неожиданность вызвала полное замешательство. Столкнувшись с этим превосходством в оружии, архиепископ Севильи Алонсо Перес де Виверо и граф Альба Фернан Альварес де Толедо, сторонники валидо Альваро де Луны, сдались, а последний бежал. В приговоре в Медине от 10 июля 1441 года Альваро де Луна изгнан из Кастилии на шесть лет. Кортесы очищаются от сторонников валидо, реорганизуется королевский совет, в состав которого войдут три гранда, два прелата, два рыцаря и четыре доктора, решено помочь королеве Португалии, двоюродной сестре короля Хуана II, вернуть себе трон. Победа дворянства послужила лишь удовлетворению простой замены фракций без установления стабильного олигархического политического режима на правовой основе. Король Хуан II и королева Мария обещают и заверяют, что передают Педро город Пласенсия с титулом графа Пласенсии в качестве компенсации за владения Ледесмы и Трухильо актом от 23 декабря 1441 года. Король Хуан II и королева Мария посылают актом от 1 января 1442 года совету города Пласенсия, чтобы они приняли и подчинялись Педро де Эстуниге как своему естественному сеньору, который в силу милости, которую король даровал ему, является графом и сеньором города. Актом от 1 января 1442 года дается свидетельство о владении городом Пласенсия Педро де Эстуньига. В течение XV века муниципалитеты утратили административную свободу, их заменили очень могущественные поместья, такие как Стуньига, но никоим образом не изменив образ жизни городов. Валидо Альваро де Луна создал ужасного соперника для Суньига в контроле над Саламанкой и превосходстве в Эстремадуре, возвысив Фернана Альвареса де Толедо, который в 1431 году получил от короля Хуана графство Альба-де-Тормес.

#### Вмешательство короля Арагона и Наварры
В результате государственного переворота в Рамаге 9 июля 1443 года король Арагона и Наварры Хуан II добился окончательного изгнания сторонников валидо Альваро де Луна, потребовал восстановить Дворянскую лигу в правительстве и превратил короля Хуана II Кастильского в своего пленника. Дворянство поняло, что с этим переворотом было фикцией полагать, что король Арагона и Наварры Хуан II и инфанты Арагона хотели навязать правовой режим дворянства. Педро де Суньига, граф Пласенсия, его сыновья Альваро и Диего, а также Педро Фернандес де Веласко, граф де Аро, и его брат Фернандо подписали 21 сентября 1443 года конфедерацию, чтобы освободить короля Хуана II от гнета, в котором он находился, обещая взаимопомощь, пока не увидят короля свободным и королевство умиротворенным. Король Арагона и Наварры Хуан II был сыном короля Арагона Фердинанда I (Фернандо «де Антекера») и королевы Элеоноры Альбуркерке. Педро де Суньига, 1-й граф Пласенсия, в конце 1443 года набрал войска в Бургосе, где он владел замком, объединив их с войсками графа Аро, графа Кастаньеды, принца Астурийского, Энрике и валидо Альваро де Луна, которые противостоят королю Хуану II Арагонскому и Наваррскому и инфантам Арагона. В битве при Ольмедо, произошедшей 19 мая 1445 года, инициированной стычкой между Родриго Манрике и Энрике, принцем Астурийским, объединёнными армиями короля Кастилии Хуана II, валидо Альваро де Луна и аристократов против армий короля Хуана II Арагонского и Наваррского. Педро де Эстуньига отправляется на эту битву в носилках из-за преклонного возраста и ран, полученных в войнах с маврами, в королевский дворец короля Хуана II в сопровождении своих сыновей Альваро и Диего, которые отличились в этой битве. Он поцеловал руку короля и предложил ему свою жизнь и поместья и пожелал умереть, сражаясь за его дело. Отряды кастильской знати, в том числе войска Педро, сражавшиеся на стороне короля Хуана II, были уничтожены. В результате этой победы был произведен ряд раздач в пользу сторонников действительной партии. Но Педро, граф Пласенсия, потерял замок Бургос. Недовольные примирением после битвы при Ольмедо принц Астурийский Энрике, адмирал Кастилии Фадрике Энрикес, граф Бенавенте Хуан Алонсо Пиментель и граф Пласенсия дон Педро де Эстуньига начинают объединять свои войска в первые месяцы 1446 года. По соглашению в Астудильо от 14 мая 1446 года между королем Хуаном II и его сыном принцем Астурийским Энрике IV была согласована компенсация. Альваро де Луна, граф Сан-Эстебан-де-Гормас, констебль Кастилии, Педро де Эстуньига, граф Пласенсия, и его сын Альваро де Суньига подписали союз 24 января 1446 года. Король Хуан II заключил свой второй брак в возрасте 42 лет с принцессой Португалии Изабеллой по предложению и переговорам своего фаворита Альваро де Луны. Свадьбы состоялись 22 июля 1447 года в Мадригал-де-лас-Альтас-Торрес. Во время государственного переворота в Сафраге, в день примирения между королем Хуаном II и его сыном, принцем Астурийским Энрике, который произошёл 11 мая 1448 года, несколько дворян были заключены в тюрьму по приказу валидоо Альваро де Луны, который означало объявление войны дворянству. 26 июля 1449 года в Корунья-дель-Конде была образована великая лига дворян. Этот союз был образован королем Хуаном II Арагонским и Наваррским, принцем Астурийским Энрике, адмиралом Кастилии, Фадрике Энрикесом, графом Пласенсия, Педро де Эстуньига, графом Бенавенте, Хуаном Алонсо Пиментелем, графом де Аро, Педро Фернандес де Веласко, маркизом Сантильяна, Иньиго Лопесом де Мендоса и другими дворяне. В Паломаресском соглашении в октябре 1449 года было решено вернуть замок Бургос графу Пласенсии Педро де Эстуньига. Примирение Альваро де Луны с дворянством состоялось в Тордесильяс 21 февраля 1451 года и подтверждено королем Кастилии Хуаном II 10 марта 1451 года.

#### Падение Альваро де Луна, валидо короля и констебля Кастилии
Летом 1452 года вражда между констеблем Альваро де Луна и принцем Энрике Астурийским снова приобрела острый характер. Принц Астурийский претендовал на власть, призывал к восстановлению Дворянской лигин и возвращению имущества арагонцам. Педро де Эстуньига, граф Пласенсия, стал главой Лиги дворянства. Альваро де Луна пытался взять Бехар и схватить Педро, но один из верных Альваро де Луны, Алонсо Перес де Виверо, раскрыл планы констебля, и констебль Альваро де Луна потерпел неудачу. Педро де Эстуньига решает действовать открыто и обращается за помощью к принцу Астурийскому, семье Веласко, семье Мендоса и семье Пиментель в борьбе против валидо Альваро де Луна, который теперь стал тираном. Лига дворянства пыталась захватить Вальядолид в начале 1453 года, но безуспешно. Король Кастилии Хуан II, убежденный королевой Изабеллой, был готов устранить своего фаворита с помощью герольдмейстера. Король назначил Диего Лопеса де Эстуньига-и-Наварра, известного рыцаря и племянника Педро, своим герольдмейстером. Валидо и королевский двор решают переехать в Бургос, где замок принадлежал Суньиге. Королева получает от короля документ, узаконивающий восстание Педро де Эстуньиги, графа Пласенсия, и разрешающий тюремное заключение Альваро де Луны. Этот приказ был отправлен непосредственно от королевы Изабеллы графине Пласенсии. Педро де Суньига приказал своему старшему сыну Альваро стоять с войсками в Куриэле к 30 марта 1453 года. От имени короля Альваро намекают, что он должен отправиться в Бургос. В ночь с 1 на 2 апреля Альваро и его солдаты вошли в замок Бургос. Король Кастилии Хуан II, терзаемый сомнениями и колебаниями, наконец подписал 3 апреля приказ о тюремном заключении валидо и его сторонников. 4 апреля 1453 года после боя валидо и его сторонники сдались в Бургосе. Королевский фаворит находится в заключении в крепости Портильо под опекой Диего Лопеса де Эстуньига-и-Наварра. Король Хуан II приказывает провести суд, который приговаривает его к смертной казни. Приказ о казни отдает король. Альваро де Луна был обезглавлен на главной площади Вальядолида 3 июня 1453 года Педро де Суньига был самым видным представителем дворянской олигархии во время правления Хуана II Кастильского.

## Последние годы
После смерти своего отца Диего в 1417 году он унаследовал его владения и стал 2-м сеньором Бехара, Миранды-дель-Кастаньяр, Касереса, Трухильо, Курьеля, Канделеды, Пуэбла-де-Сантьяго и других городов. Педро де Эстуньига и Педро Манрике, старший аделантадо Леона, устроили свадьбу своих детей Альваро (его старшего сына) с Изабель в январе 1428 года. Свидетельства о брачных соглашениях и выплате приданого были предоставлены 25 апреля 1431 года. С мая 1430 года Педро пришлось вести долгий гражданский процесс с Энрике де Гусманом, 2-м графом Ньеблы, по поводу владения землей Ла-Альгаба в Севилье. Актом от 6 февраля 1435 года дается свидетельство о вступлении во владение, совершенное от имени Изабель де Гусман, 3-й сеньоры Хибралеон, и её мужа Педро де Эстуньига, 1-го графа Ледесмы, несколькими поместьями, башнями, лугами и другие активами, расположенные в Севилье, Кармоне (Севилья), Палос-де-ла-Фронтера (Уэльва) и Пурлена (Альмерия), которые они унаследовали после смерти Эльвиры де Айала, вдовы Альвара Переса де Гусмана, 2-го сеньора Хибралеона, её отца. Епископ Саламанки разрешает брак Эльвиры де Эстуньиги, дочери Педро, графа Пласенсии, и Хуана Алонсо Пиментеля, графа Майорга, сына Родриго Алонсо Пиментеля, графа Бенавенте, по свидетельству от 31 декабря 1433 года. Его жена Изабель составила завещание 17 ноября 1435 года. Педро сделал залог, присягу и ратификацию того же самого в пользу доньи Альдонсы де Авельянеды, сеньоры Авельянеды и Азы для брака его сына Диего с упомянутой Альдонсой, датированный 5 августа 1439 года. Папа римский Николай V апостольским письмом от 12 января 1447 года подтверждает Педро владение третями архиерейств Пеньяфиэля и Вальядолид, которым пользовался его отец Диего. Педро уходит в отставку письмом от 1 декабря 1450 года с поста главного алькальда Севильи в пользу своего старшего сына Альваро. Король Кастилии Хуан II королевской властью от 9 августа 1453 года дает разрешение Педро и его жене Изабелле, чтобы они могли создать поместья со всем своим имуществом. Педро построил свой дворец в Пласенсии в существующем замке, известном сегодня как Паласио-дель-Маркес-де-Замок Мирабель. Хронисты его времени характеризуют Педро как знатного джентльмена, человека своеобразного, мужественного и трудолюбивого в своем лице, которого за большую отвагу и большие заслуги высоко ценил король Кастилии Хуан II и его сын принц Астурийский Энрике. Другие хронисты характеризуют его как человека хорошего ума, немногословного, трудолюбивого, храброго, настойчивого, доброго, справедливого рыцаря, любителя искусств и наук, окружавшего себя достойными людьми.
Педро предоставил свое завещание, датированное в Бехаре 11 марта 1450 года, и кодицил в 1453 году. Король Хуан II королевским указом от 26 ноября 1453 г. подтверждает завещание и кодицил. Педро умер в своем дворце в Вальядолиде в июле 1453 года и был похоронен в церкви монастыря Сантисима Тринидад в Вальядолиде, где похоронены и его родители.